# Pseudectroma
Pseudectroma is een geslacht van vliesvleugeligen uit de familie Encyrtidae. De wetenschappelijke naam van dit geslacht is voor het eerst geldig gepubliceerd in 1915 door Girault.

## Soorten
Het geslacht Pseudectroma omvat de volgende soorten:
- Pseudectroma auricorpus Girault, 1915
- Pseudectroma caribe Noyes, 2010
- Pseudectroma ciliatum (Myartseva, 1983)
- Pseudectroma cussoniae (Risbec, 1959)
- Pseudectroma europaeum (Mercet, 1921)
- Pseudectroma gilvum (Prinsloo, 1982)
- Pseudectroma longicauda Xu, 1999
- Pseudectroma nocturnum (Hoffer, 1954)
- Pseudectroma obscurum Girault, 1923
- Pseudectroma samarae Hayat, 2010
- Pseudectroma signatum (Prinsloo, 1982)